# Sahasinaka
Sahasinaka is een plaats en gemeente in Madagaskar gelegen in het district Manakara van de regio Vatovavy-Fitovinany. In 2001 woonden er volgens de volkstelling in 19.225 mensen.